# 1538 en France
Chronologie de la France
- 1534
- 1535
- 1536
- 1537
- 1538
- 1539
- 1540
- 1541
- 1542

Cette page concerne l'année 1538 du calendrier grégorien.

## Événements
- 10 février : Anne de Montmorency est nommé connétable de France [1].
- 22 mars : ouverture à Strasbourg d'une école de théologie,  la Haute-École[2]
- 18 juin : le pape Paul III fait signer la Paix de Nice entre François Ier et Charles Quint. Une trêve de dix ans est conclue[3]
- 14-15 juillet : entrevue d’Aigues-Mortes entre François Ier et Charles Quint qui obtient du roi de France l’autorisation de traverser son état pour réprimer une éventuelle révolte de Gand[4].

## Naissances en 1538
- Jacques-Marie d'Amboise : helléniste
- Guillaume de Baillou : médecin
- Jean de Beauchesne : maître écrivain
- Jehan Chardavoine : compositeur
- Alphonse d'Elbène : homme politique, historien et religieux
- Claude de Granier : prélat
- Jacques Grévin : médecin, homme de théâtre et poète
- Guillaume de Hautemer de Grancey : gentilhomme et militaire
- Pierre Vigna : érudit

## Décès en 1538
- Maistre Jhan : compositeur
- Jeanne d'Angoulême : fille de Charles d'Orléans
- Jean de Pincé : homme politique
- Antoine du Bourg : homme politique
- Nicolas de Haguenau : sculpteur